# Anchors Aweigh (álbum)
Anchors Aweigh es el sexto álbum de estudio de la banda de punk estadounidense The Bouncing Souls. Fue lanzado el 26 de agosto de 2003 mediante Epitaph. El disco incluye la canción "Anchors Aweigh" que da nombre al trabajo y que apareció también en el disco recopilatorio Vans Warped Tour Compilation 2004. "Sing Along Forever" fue incluida, a su vez, en la banda sonora original del videojuego Burnout 3: Takedown.

## Listado de canciones
Todas las canciones escritas por The Bouncing Souls
1. "Apartment 5F" – 2:10
2. "Kids and Heroes" – 2:53
3. "New Day" – 3:41
4. "Sing Along Forever" – 1:35
5. "Born Free" – 1:23
6. "Inside Out" – 2:24
7. "Simple Man" – 4:19
8. "Better Days" – 2:13
9. "Night Train" – 3:01
10. "Todd's Song" – 2:06
11. "Blind Date" – 2:21
12. "Highway Kings" – 1:49
13. "Anchors Aweigh" – 2:10
14. "I Get Lost" – 2:57
15. "The Day I Turned My Back On You" – 2:49
16. "I'm from There" – 9:39
  - Contiene la pista oculta "The Fall Song"

## Créditos
- Greg Attonito - cantante
- Pete Steinkopf - guitarra, coros, productor
- Bryan Kienlen - bajo, productor, coros, vocalista en la canción 15, teclados, fotografía, ilustraciones
- Michael McDermott - batería

- John Seymour - coros, productor
- Madcap - coros
- Jeffitaph - coros
- Carl Plaster - batería
- John Angier - cuerda
- Robert Vosgien - mastering
- Andre Constantini - fotografía

- Datos: Q3615206